# Hatice Kübra Yangın
Hatice Kübra Yangın (Kütahya, 15 de agosto de 1989) es una deportista turca que compitió en taekwondo. Ganó una medalla de bronce en el Campeonato Mundial de Taekwondo de 2011, y dos medallas de oro en el Campeonato Europeo de Taekwondo en los años 2008 y 2012.

## Palmarés internacional
| Campeonato Mundial | Campeonato Mundial       | Campeonato Mundial | Campeonato Mundial |
| Año                | Lugar                    | Medalla            | Categoría          |
| ------------------ | ------------------------ | ------------------ | ------------------ |
| 2011               | Gyeongju (Corea del Sur) | Medalla de bronce  | –53 kg             |
| Campeonato Europeo |                          |                    |                    |
| Año                | Lugar                    | Medalla            | Categoría          |
| 2008               | Roma (Italia)            | Medalla de oro     | –55 kg             |
| 2012               | Mánchester (Reino Unido) | Medalla de oro     | –53 kg             |